# Salim Fergani
Pour les articles homonymes, voir Fergani.
Cheikh Salim Fergani (arabe : الشيخ سليم فرقاني), né en 1953 à Constantine, en Algérie, est un chanteur et joueur de 'oud algérien. Il est  interprète de la musique malouf arabo-andalouse et a enregistré de nombreux disques pour le label Pneuma d'Eduardo Paniagua. Il est le fils du chanteur algérien Mohamed Tahar Fergani.

## Discographie
- Un Troubadour De Constantine Cheikh Salim Fergani (1997, Buda Music 19744732)[3]
- Musique Classique et de tradition Andalouse de Constantine en Algérie, Salim Fergani (Pneuma)